# بوبو جنكينز
بوبو جنكينز (بالإنجليزية: Bobo Jenkins)‏ هو كاتب أغاني ومغني أمريكي، ولد في 7 يناير 1916 في فوركلاند في الولايات المتحدة، وتوفي في 14 أغسطس 1984 في ديترويت في الولايات المتحدة.

## وصلات خارجية
- بوبو جنكينز على موقع ميوزك برينز (الإنجليزية)
- بوبو جنكينز على موقع أول ميوزيك (الإنجليزية)
- بوبو جنكينز على موقع ديسكوغز (الإنجليزية)